# Guatemala (departement)
Guatemala är ett departement i sydvästra Guatemala. Departementet hade 2 541 581 invånare 2002, och en area på 2 126 km². Det gränsar till departementet Baja Verapaz i norr, till El Progreso i nordöst, till Jalapa i öst, till Santa Rosa i sydöst, till Escuintla i sydväst och till Sacatepéquez och Chimaltenango i väst. Residensstad är Guatemala City.

## Administrativ indelning
Departementet består av 17 kommuner:
| Kommun                              | Areal (km²) | Invånarantal 2002 |
| ----------------------------------- | ----------- | ----------------- |
| Municipio de Amatitlán              | 204         | 82 870            |
| Municipio de Chinautla              | 80          | 95 312            |
| Municipio de Chuarrancho            | 98          | 10 101            |
| Municipio de Guatemala              | 184         | 942 348           |
| Municipio de Fraijanes              | 96          | 30 701            |
| Municipio de Mixco                  | 132         | 403 689           |
| Municipio de Palencia               | 196         | 47 705            |
| Municipio de San José del Golfo     | 84          | 5 156             |
| Municipio de San José Pinula        | 220         | 47 278            |
| Municipio de San Juan Sacatepequez  | 242         | 152 583           |
| Municipio de Petapa                 | 30          | 101 242           |
| Municipio de San Pedro Ayampuc      | 73          | 44 996            |
| Municipio de San Pedro Sacatepequez | 48          | 31 503            |
| Municipio de San Raimundo           | 114         | 22 615            |
| Municipio de Santa Catarina Pinula  | 51          | 63 767            |
| Municipio de Villa Canales          | 160         | 103 814           |
| Municipio de Villa Nueva            | 114         | 355 901           |
| Totalt                              | 2 126       | 2 541 581         |

### Fotnoter
1. 1 2   GeoHive; Guatemala, administrative units Arkiverad 6 december 2016 hämtat från the Wayback Machine. hämtdatum: 15 december 2012.